# Тлеусай
Тлеусай (каз. Тілеусай, до 2007 г. — Озёрное) — аул в Уалихановском районе Северо-Казахстанской области Казахстана. Входит в состав Амангельдинского сельского округа. Код КАТО — 596434500.
Расположен на крайнем востоке области, на правом берегу реки Тлеусай в 4,5 км от границы с Россией, в 63 км к востоку от села Кишкенеколь и в 295 км к юго-востоку от Петропавловска.

## Население
В 2024 население аула составляет 75 человек По данным переписи 2009 года, в ауле проживало 381 человек (203 мужчины и 178 женщин). А 1999 года, в ауле проживало 608 человек.